# گمینا ووکووا
گمینا ووکووا (به لهستانی:  Gmina Łukowa) یک گمینا در لهستان است که در شهرستان بیوگورای واقع شده‌است. گمینا ووکووا ۱۴۸٫۷۲ کیلومتر مربع مساحت و ۴٬۵۳۱ نفر جمعیت دارد.